# Мария Магдалена Австрийска (1589 – 1631)
Вижте пояснителната страница за други личности с името Мария Магдалена.
Мария Магдалена Австрийска (на немски: Maria Magdalena von Österreich; * 7 октомври 1589, Грац; † 1 ноември 1631, Пасау) от фамилията Хабсбурги, е ерцхерцогиня на Австрия и чрез женитба с Козимо II де Медичи велика херцогиня на Тоскана и управлява Великото херцогство от 1621 до 1628 г. заедно с нейната свекърва Кристина Лотарингска, докато нейният син Фердинандо II де Медичи е още непълнолетен.

## Живот
Дъщеря е на Карл II, ерцхерцог на Австрия (1540 – 1590), третият син на император Фердинанд I (1503 – 1564), и съпругата му принцеса Мария Ана Баварска (1551 – 1608), дъщеря на херцог Албрехт V от Бавария и Анна Австрийска, втората дъщеря на император Фердинанд I. Тя е сестра на император Фердинанд II и на испанската кралица Маргарета.
На 19 октомври 1608 г. Мария Магдалена се омъжва за Козимо II де Медичи (1590 – 1621), велик херцог на Тоскана. Козимо умира на 31 години през 1621 г. и в завещанието си определя майка си Кристина Лотарингска, заедно със съпругата си, за регентки на малолетния си син Фердинандо II Медичи.
Мария Магдалена, както нейният съпруг и нейният син, помага на Галилео Галилей.
Тя умира на 41 години в Пасау след посещение при нейния брат Леополд в Инсбрук по време на връщането и в Италия. Погребана е в базиликата Сан Лоренцо във Флоренция.

## Деца
Мария Магдалена има с Козимо II де Медичи децата:
- Мария Христина (1609 – 1632)
- Фердинандо II (1610 – 1670), велик херцог на Тоскана
- Джианкарло (1611 – 1663), кардинал
- Маргерита (1612 – 1679), ∞ 1628 херцог Одоардо I Фарнезе от Парма и Пиаченца (1612 – 1646)
- Матео (1613 – 1667)
- Франческо (1614 – 1634)
- Анна (1616 – 1676), ∞ 1646 ерцхерцог Фердинанд Карл от Австрия-Тирол (1628 – 1662)
- Леополдо (1617 – 1675), кардинал